# El Abadia
El Abadia es un municipio (baladiyah) de la provincia o valiato de Aín Defla en Argelia. En abril de 2008 tenía una población censada de 40 697 habitantes.
Se encuentra ubicado en el centro-norte del país, a poca distancia al sur de la costa del mar Mediterráneo y al suroeste de la capital del país, Argel.